# Neomura
Neomura è un clade speculativo composto dai due dominii Archaea e Eukaryota. Il primo gruppo è stato proposto da Thomas Cavalier-Smith e il suo nome significa "nuovi muri", così chiamato perché si pensa che si siano evoluti da batteri, uno dei maggiori cambiamenti sarebbe stata la sostituzione nelle pareti delle cellule del peptidoglicano con altre glicoproteine. La forma aggettivale è neomurani, e un singolo individuo del gruppo è chiamato neomuro.
I neomuri sono un gruppo molto diversificato, che contiene tutte le specie pluricellulari. Ma tutti condividono alcune caratteristiche molecolari. Tutti i neomuri hanno istoni che contribuiscono all'imballaggio dei cromosomi, e la maggior parte hanno introni. Tutti utilizzano la metionina come base di aminoacidi per la sintesi proteica. Infine, tutti i neomuri utilizzano diversi tipi di RNA polimerasi, mentre i batteri ne utilizzano solo uno.